# Revolução Branca (Irão)

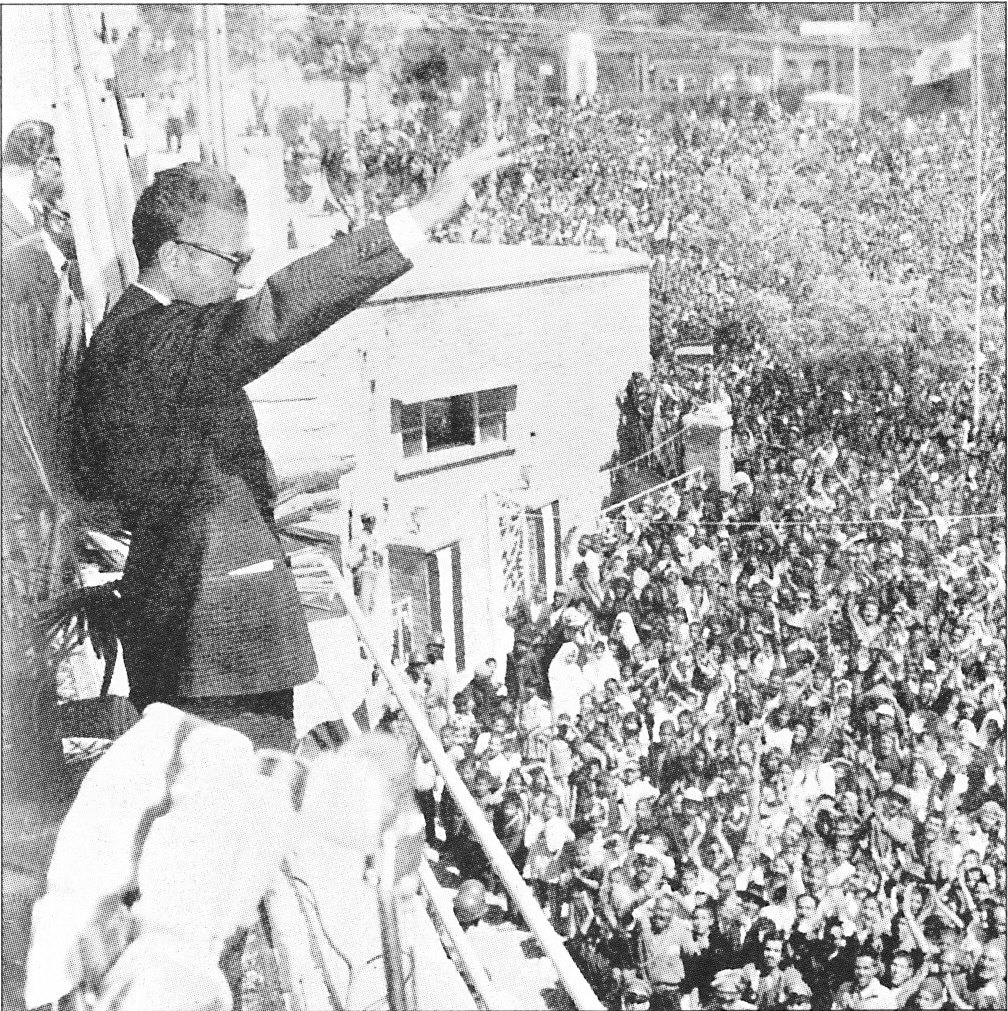
Mohammad Reza Pahlavi fala ao povo sobre os princípios da Revolução Branca.

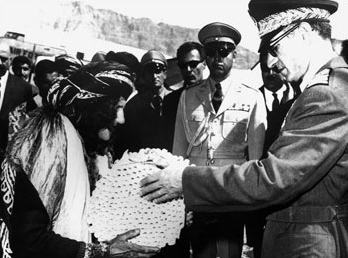
O Xá distribui títulos de propriedade a camponeses, no âmbito da reforma agrária.

A Revolução Branca (em persa: انقلاب سفید , Enghelāb-e Sefid) foi um conjunto de reformas lançadas pelo último xá do Irão em  1963, Mohammad Reza Pahlavi. Foi chamada de revolução branca por  ter sido feita sem sangue.
O xá queria que estas reformas fossem uma regeneração não violenta da sociedade iraniana através de reformas económicas e sociais, com o objetivo de transformar o Irão numa potência económica e industrial. O xá introduziu conceitos económicos inovadores como a redistribuição dos lucros aos trabalhadores e iniciou projetos industriais financiados pelo Governo, tal como a nacionalização das florestas, das pastagens e dos recursos aquáticos. A reforma mais importante foi a reforma agrária que fez diminuir o poder dos grandes proprietários, o que irritou bastante o clero, já que este possuía uma parte dessas propriedades. Socialmente, a "Revolução Branca" deu muitos direitos às  mulheres (voto universal e a abolição do uso do chador , o que também irritou o clero que baseado no Corão considerava a mulher um ser inferior), permitiu o desenvolvimento do corpo médico e injetou fundos na educação, em particularmente, nas áreas rurais.

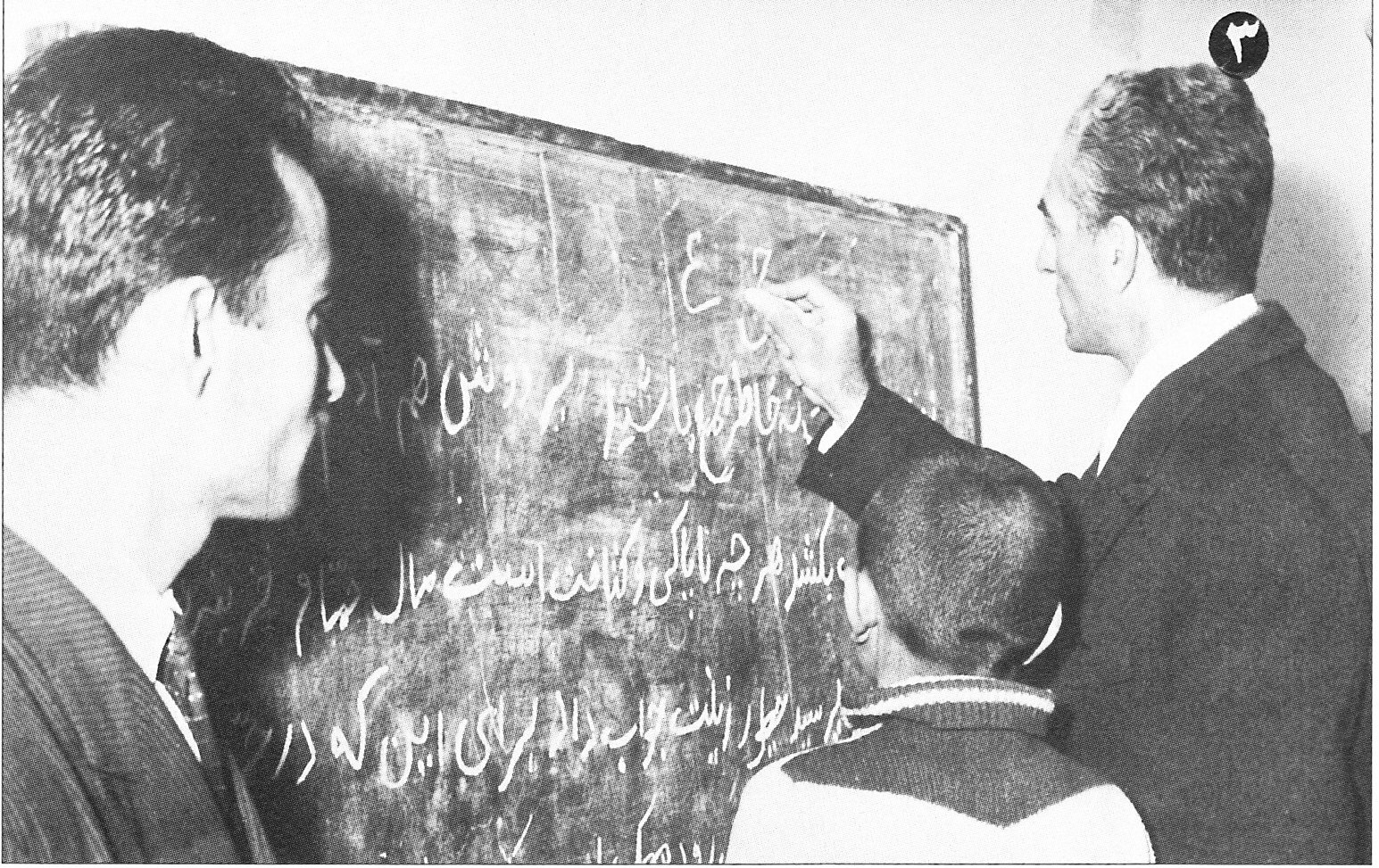
Mohammad Reza Pahlavi visita uma escola construída no âmbito da Revolução Branca de 1963. A escolarização foi um dos princípios basilares da dita "revolução"

## Génese da Revolução Branca
Depois da queda de Mohammed Mossadegh em 1953, o Irão conheceu um período de repressão política, visto que o xá mantinha com mão de ferro o seu poder. O Tudeh (Partido Comunista) já estava banido desde há alguns anos e o mesmo acontecia com a Frente Popular e outros partidos, a imprensa estava sujeita a uma severa censura e reforçou os poderes da terrível polícia política SAVAK. As eleições para os Majles de 1954 e 1956 foram observadas de perto pelo regime. O xá nomeou a partir de 1955 Hossein Ala' e outros primeiros-ministros que estavam às suas ordens.
As tentativas que foram feitas para o desenvolvimento económico e as reformas políticas do país não foram apropriadas. O aumento da entrada do dinheiro devido ao petróleo permitiram ao governo lançar o segundo plano de desenvolvimento (1955-1963) em 1956;foram lançados grandes projetos industriais.
Em 1960, o xá anunciou ao Parlamento a reforma que iria fazer no País que consistia em seis pontos fundamentais.
- elaboração de uma lei da reforma agrária;
- elaboração de uma lei de nacionalização dos pastos e florestas
- elaboração de uma lei autorizando da venda de fábricas estatais ao setor privado;
- elaboração de uma lei que exigia que 20% do lucro das fábricas fosse distribuído aos trabalhadores;
- estabelecimento do sufrágio universal;
- formação de corpos de alfabetização.

A Revolução Branca foi muito positiva para os direitos da mulheres no Irão. Além do sufrágio universal, as mulheres ganharam o direito de também serem eleitas para deputadas, poderem ser advogadas e até juízas. A idade do casamento para as mulheres subiu para os 15 anos.

Depois de apresentar a proposta, surgiram fortes protestos no Parlamento, largamente constituído por senhores feudais, membros da burguesia tradicional e do clero. Para calar esses protestos, decidiu que essas propostas seriam votadas não no Parlamento, mas sim através de um referendo popular. Um líder religioso enviou uma carta ao primeiro-ministro de então Emmani que o governo não devia tocar nas terras do clero. O ayatollah Borujerdi chegou a afirmar que «qualquer medida que limite o tamanho das terras é contrária à lei islâmica». A reforma agrária desagradava ao clero iraniano porque o arrendamento das suas terras a camponeses era uma das suas principais fontes de rendimentos. Os clérigos também se opunham ao estabelecimento do sufrágio universal e justificava-se com uma provisão constitucional de que o Irão era um estado islâmico. Ora o profeta do Islamismo havia dito que «o homem é superior à mulher» e que Deus o prefere a esta.
No tal referendo nos inícios de 1963, o regime anuncia que 5.598 711 pessoas votaram pelas reformas e apenas 4.115 contra as reformas Se bem que os resultados aparentem uma grande popularidade, há uma enorme controvérsia em relação à sua exatidão e sucesso, terá havido inúmeras fraudes.Em junho de 1963, o ayatollah Ruhollah Khomeini, um dirigente de Qom foi preso depois de um discurso  em que atacava direta e duramente o Xá (considerando-o um infiel); seguiram-se uma série de tumultos, os mais violentos desde a queda de  Mossadegh uma década antes. Ruhollah Khomeini seria obrigado a exilar-se, primeiro na Turquia e mais tarde em França, de onde regressaria em 1979. O xá reprimiu com violência os tumultos  e o governo aparentemente conseguiu derrotar os opositores, mas na clandestinidade o clero começou a preparar a oposição ao Xá e foi o fermento para a Revolução Iraniana de 1979. O que irritava o clero xiita foi a perda de influência na educação (tendia a ser secular e afastado dos princípios basilares do Islão), economia (perda de rendimentos) e das tradições milenares (os direitos das mulheres).

## Balanço
Apesar de a Revolução Branca ter contribuído grandemente ao avanço económico e tecnológico do Irão e à melhoria da condição feminina, as falhas da reforma agrária , além disso a oposição à Revolução Branca por parte do clero e dos restantes proprietários rurais, aliado à ausência de reformas democráticas foram fatores para a queda do xá durante a Revolução Iraniana em fevereiro de 1979